# Feldru
Feldru – wieś w Rumunii, w okręgu Bistrița-Năsăud, w gminie Feldru. W 2011 roku liczyła 5760 mieszkańców.